# Marius et Jeannette
Marius et Jeannette je francouzský hraný film z roku 1997, který režíroval Robert Guédiguian. Film měl světovou premiéru na filmovém festivalu v Cannes, kde byl uveden v sekci Un certain regard.

## Děj
Děj se odehrává v Marseille ve čtvrti L'Estaque, lidové čtvrti, kdysi vesničky rybářů, farmářů a tesařů, kterou obývají dělníci z továren na mýdlo, dlaždice, cement, sklo, síru a sodu.
Marius žije sám v obrovské nepoužívané cementárně v procesu demolice, která dominuje čtvrti. Jeannette vychovává své dvě děti sama se svým mizerným platem pokladní. Žije v malém domě, který se otevírá do malého dvora typického pro středomořské prostředí.
Setkání Mariuse a Jeannette není jednoduché. Kromě obtíží, které vyvolává jejich sociální situaci, si nesou problémy ze své vlastní minulosti.

## Obsazení
| Ariane Ascarideová         | Jeannette                     |
| Gérard Meylan              | Marius                        |
| Pascale Roberts            | Caroline                      |
| Jacques Boudet             | Justin                        |
| Frédérique Bonnal          | Monique                       |
| Jean-Pierre Darroussin     | Dédé                          |
| Laetitia Pesenti           | Magali                        |
| Miloud Nacer               | Malek                         |
| Pierre Banderet            | pan Ebrard                    |
| Monique Meylan             | první pokladní                |
| Michèle Camizuli Bonneveau | druhá pokladní                |
| Marc Bordure               | zákazník v restauraci         |
| Blanche Guichou            | zákazník v restauraci         |
| Jacques Menichetti         | barman                        |
| Madeleine Guédiguian       | starší dcera Monique a Dédého |
| Marie Darroussin           | mladší dcera Monique a Dédého |
| Mathieu Fascella           | syn Monique a Dédého          |
| Hedi Hamzaoui              | mladík s kolem                |
| Farid Ziane                | mladík s kolem                |
| Aïani Madjibounou          | mladík s kolem                |
| Titoff                     | hráč billiardu                |
| Robert Guédiguian          | vypravěč                      |

## Ocenění
- Cena Louise Delluca pro nejlepší film
- César: vítěz v kategorii nejlepší herečka (Ariane Ascarideová); nominace v kategoriích nejlepší film (Robert Guédiguian), nejlepší herec ve vedlejší roli (Jean-Pierre Darroussin), nejlepší herečka ve vedlejší roli (Pascale Robertsová), nejlepší herečka (Laetitia Pesenti), nejlepší režie (Robert Guédiguian) a nejlepší původní scénář nebo adaptace (Robert Guédiguian a Jean-Louis Milesi)
- Velká cena na festivalu Tout Ecran v Ženevě
- Grand Prix Hydro-Québec na mezinárodním filmovém festivalu v Abitibi-Témiscamingue
- Cena Lumières: nejlepší film
- Festival du Film de Paris: cena tisku
- Sant Jordi Cinema: cena pro nejlepší zahraniční herečku (Ariane Ascarideová)
- Goya: nominace na nejlepší evropský film